# اللبنانيون في دولة الإمارات العربية المتحدة
يبلغ عدد الشعب اللبناني في دولة الإمارات العربية المتحدة أكثر من 80.000 نسمة  وتشير تقديرات أخرى أن مجموعهم يقترب من نحو 156.000 لبناني في الإمارات. يشكل اللبنانيون واحد من أكبر تجمعات غير المواطنين العرب في دولة الإمارات العربية المتحدة . بالإضافة إلى ذلك اختار عدد متزايد من الطلاب اللبنانيين الذين يبحثون عن فرص تعليمية ومهنية للبلاد في ضوء مؤسساتها ذات السمعة الطيبة نسبياً في منطقة الشرق الأوسط وهي الحالة التي تنطبق في الغالب على المولودين في الإمارات العربية المتحدة.
يميل الشعب اللبناني إلى الانتشار في مختلف إمارات الدولة مع وجود مناطق عالية التركيز مثل دبي وأبو ظبي والشارقة .

## خلفية تاريخية
بدأت الهجرة المبكرة للشعب اللبناني إلى الإمارات خلال الحرب الأهلية اللبنانية (1975-1990) والتي أدت إلى تدفق كبير من اللبنانيين على نقل أعمالهم إلى دبي والشارقة وأبو ظبي واستمروا في ذلك خلال التسعينيات والاضطرابات المدنية المستمرة في لبنان بسبب الحرب الأهلية السورية 2011.
غالبية المغتربين اللبنانيين الذين فروا خلال الحرب الأهلية اللبنانية إلى الإمارات العربية المتحدة هم من المتعلمين تعليما عاليا ويجيدون اللغتين الفرنسية والإنجليزية والأثرياء وكذلك يشاركون في الأعمال التجارية والإعلام وكجراحين تجميل ورجال أعمال وفنانين ومقدمي أخبار.

## المساهمات الاقتصادية
يوجد أكثر من خمسة عشر ألف شركة لبنانية تعمل في المنطقة الحرة بجبل علي وحدها وهي مركز اقتصادي يقع في جبل علي وهي مدينة في دبي.

## الشعب اللبناني في دولة الإمارات العربية المتحدة
- الراحل أنطوان شويري : مالك أكبر وسيط إعلامي في الشرق الأوسط (مجموعة شويري) التي تتحكم في أرابيان ميديا سيرفيسز إنترناشونال وام ام اس وأرايان أوتدور وتايمز إنترناشيونال ووسائط سمعية بصرية ووسائل إعلام وخدمات الوسائط الرقمية.
- الياس بو صعب : مؤسس الجامعة الأمريكية في دبي (AUD).
- بيير شويري : وريث مجموعة الشويري.
- إ[ ؟[ بحاجة لمصدر ]يلي خوري : أحد أقطاب وسائل الإعلام الذي يدير إمبراطوريته الإعلانية من الإمارات.[4]
- اسكندر الصفا : المقاول الرئيسي في أوروبا الذي يسيطر على أحواض بناء السفن والمنشآت.
- رالف دباس : مؤسس ومالك شركة السيارات الفخمة دابليو موتورز ومصمم لايكن هايبرسبورت وفينير سوبرسبورت.
- كامل مرقص : مالك مجموعة رتوش أكبر مستودع في منطقة الخليج العربي.
- تشارلز جحا : رئيس مجلس الأعمال اللبناني في دبي والإمارات.
- وسام رزق : مهندس مدني في شركة بارسونز ومستثمر.
- صبا عودة : رجل أعمال وخبير اتصال.
- ريما مكتبي : مذيعة في قناة العربية ومقدمة سابقة لبرنامج Inside the Middle East على شبكة سي إن إن الدولية .
- طالب كنعان : مذيع في قناة العربية .
- جو الهوا : كبير محللي الأسواق ومحلل مالي في قناة سي إن بي سي عربية
- نجوى قاسم : مذيعة في قناة العربية .
- جيسيكا قهواتي : ملكة جمال العالم في أستراليا عام 2012.
- راميا فرج : مقدمة أخبارفى قناة دبي .
- هيثم بربري : رائد أعمال وشريك إداري في سوفت ويب وهي وكالة تسويق رقمي رائدة لها قاعدة عملاء تمتد عبر إفريقيا ودول مجلس التعاون الخليجي والشرق الأوسط والمؤسس المشارك لشركة ايميا العقارية.
- ديانا حداد : مغنية لبنانية (تحمل الجنسية الإماراتية) وزوجة سابقة للمخرج الإماراتي سهيل العبدول.